# Trâu rừng châu Phi
Trâu rừng châu Phi (tên tiếng Anh: African buffalo hoặc Cape buffalo (trâu Cape), danh pháp hai phần: Syncerus caffer) là một loài lớn thuộc họ Trâu bò ở châu Phi. Loài trâu này không có họ hàng gần với trâu nước hoang dã châu Á lớn hơn chút ít, tổ tiên của loài vẫn còn chưa rõ ràng. Syncerus caffer caffer, trâu Cape, là phân loài điển hình và lớn nhất, sinh sống ở nam và đông châu Phi. S. c. nanus (trâu rừng rậm) là phân loài nhỏ nhất, thường sống nơi khu vực rừng rậm ở trung và tây châu Phi, trong khi S. c. brachyceros ở tây châu Phi và S. c. aequinoctialis trong xavan trung Phi. Sừng trâu trưởng thành là đặc điểm tiêu biểu của loài, cặp sừng hợp nhất tại bệ góc, tạo thành một lá chắn xương liên tiếp được gọi là một "cái bướu". Trâu châu Phi được xem là một loài động vật rất dữ tợn và hung hăng, có thể chạy với vận tốc từ 50–60 km/h. Chúng được cho là đã húc và giết chết hơn 200 người mỗi năm.
Trâu châu Phi không là tổ tiên với bò nhà và chỉ có họ hàng xa với nhiều loài trâu bò lớn khác. Do tính khí không thể đoán trước, trâu châu Phi rất nguy hiểm với con người. Loài trâu này chưa bao giờ được thuần hóa, không giống trâu nước tại châu Á. Trừ con người, trâu châu Phi chỉ có một vài loài thiên địch trong tự nhiên và có đủ khả năng phòng vệ bản thân. Là một thành viên của "năm loài thú săn lớn", trâu châu Phi là chiến lợi phẩm có nhu cầu lớn đối với hoạt động săn bắn hợp pháp của con người.

## Mô tả

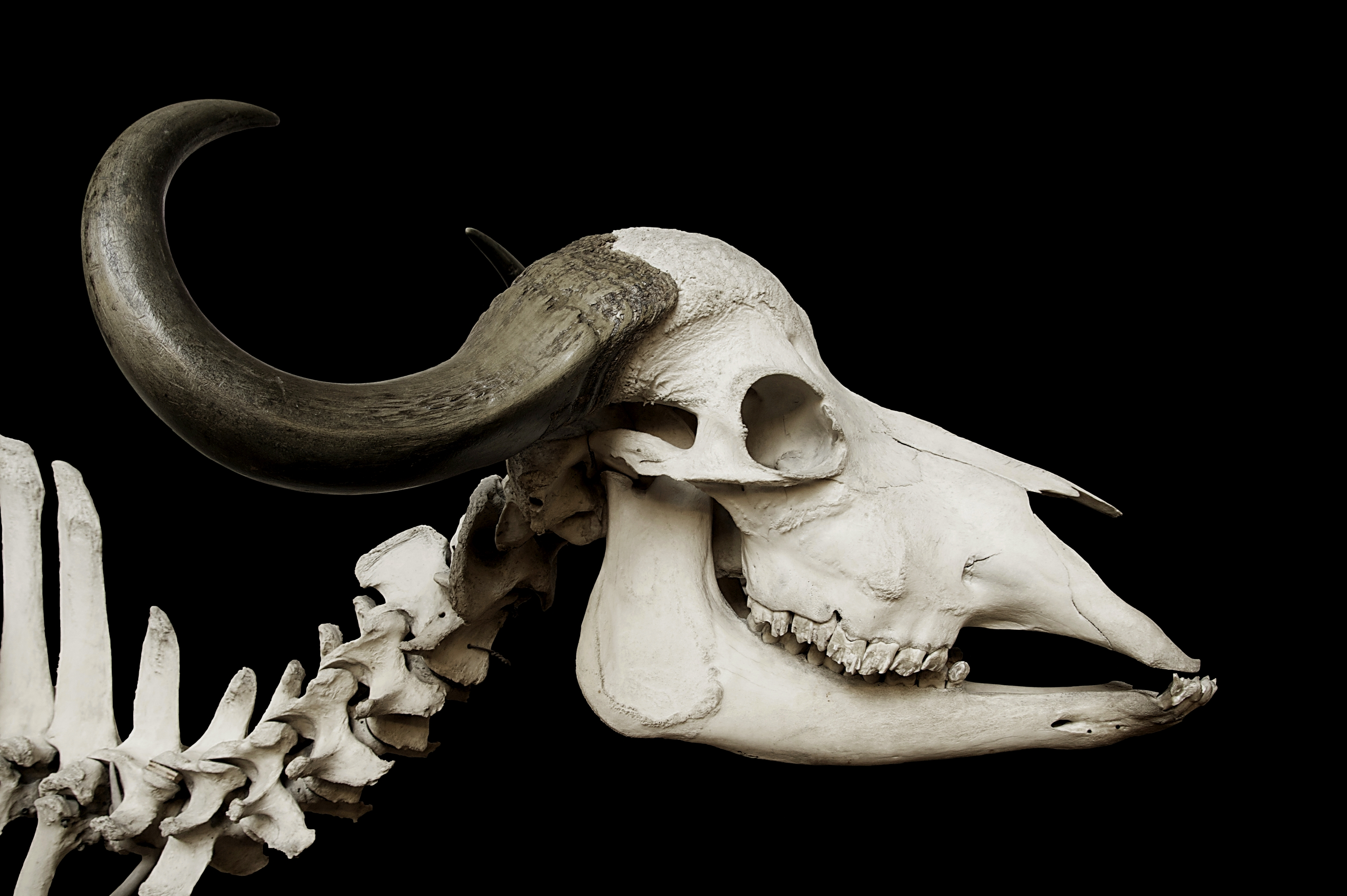
Hộp sọ trâu châu Phi

Trâu châu Phi rất cường tráng. Chiều cao bờ vai khoảng từ 1 đến 1,7 m (3,3 đến 5,6 ft) và chiều dài từ đầu đến hết thân khoảng từ 1,7 đến 3,4 m (5,6 đến 11,2 ft). So với các loài lớn khác thuộc phân họ Bovinae, trâu châu Phi có một cơ thể dài nhưng chắc nịch (chiều dài cơ thể có thể vượt qua trâu nước hoang dã, nặng hơn và cao hơn) và chân ngắn nhưng chắc nịch, do đó chiều cao của chúng khi đứng là tương đối thấp. Đuôi dài khoảng 70 đến 110 cm (28 đến 43 in). Trâu khi trưởng thành nặng từ 500 đến 900 kg (1.100 đến 2.000 lb), con đực thường lớn hơn con cái, đạt phạm vi trọng lượng lớn hơn. Nếu so sánh với loài trâu sống nơi rừng rậm, khoảng 250 đến 450 kg (600 đến 1.000 lb), chỉ bằng một nửa kích thước so với chúng. Đầu thấp; đỉnh đầu nằm dưới sống lưng. Các móng guốc phía trước rộng hơn so với phía sau, đó là liên kết với sự cần thiết hỗ trợ trọng lượng của phần phía trước của cơ thể, nó nặng hơn và mạnh mẽ hơn phần lưng.
Trâu đồng cỏ có bộ lông màu đen hoặc nâu sẫm tùy theo lứa tuổi. Trâu đực lớn có vòng tròn màu trắng xung quanh mắt. Trâu cái bộ lông có xu hướng hung đỏ hơn. Trâu sống ở rừng rậm thường có màu nâu hơi đỏ với cặp sừng cong ngược và vút nhẹ lên. Nghé con của cả hai loại có bộ lông màu đỏ.
Một đặc trưng tiêu biểu của cặp sừng trâu đực châu Phi trưởng thành là sự hợp nhất bệ góc sừng, tạo nên một lá chắn xương liên tiếp được gọi là một "cái bướu". Từ góc sừng, cặp sừng phân tách hướng xuống, sau đó cong nhẹ lên trên và hướng ra ngoài. Trâu đực lớn, khoảng cách giữa hai điểm cuối cặp sừng có thể đạt trên 1 mét. Cặp sừng hình thành hoàn chỉnh khi con vật đến 5 hoặc 6 năm tuổi. Trâu cái, sừng đạt trung bình, nhỏ hơn 10-20% so với con đực và bướu cũng ít nổi bật hơn. Sừng trâu rừng rậm có kích thước nhỏ hơn so với trâu đồng cỏ, thường đo được ít hơn 40 xentimét (16 in), hầu như không bao giờ hợp nhất.

## Phân loài
- Syncerus caffer caffer, trâu Cape, là phân loài điển hình, và lớn nhất, với con đực lớn cân nặng đến 1.900 kg (4.200 lb)c hữa ở Nam và Đông châu Phi. Trâu phân loài này sống ở phía nam của lục địa, dáng cao nổi bật và tính hung tợn, cũng gọi là trâu Cape. Phân loài này lông màu sẫm nhất, gần như đen.
- S. c. nanus (trâu rừng rậm) là phân loài nhỏ nhất; chiều cao vai u ít hơn 120 cm và cân nặng trung bình khoảng 270 kg (600 lb). Có màu đỏ, với các mảng sẫm màu trên đầu và vai trong tai tạo thành hình một cây bút lông. Trâu lùn phổ biến ở vùng rừng tại Trung và Tây châu Phi. Phân loài này rất khác nhau từ hình mẫu tiêu chuẩn, một số nhà nghiên cứu xem xét nó vẫn là một loài riêng biệt, S. nanus. Lai giữa phân loài điển hình và lùn không phải hiếm.
- S. c. brachyceros (trâu Sudan), trong điều kiện hình thái học, trung gian giữa hai phân loài. Sinh sống ở Tây Phi. Kích thước tương đối nhỏ, đặc biệt so với trâu khác được tìm thấy ở Cameroon, có cân nặng bằng một nửa so với phân loài Nam Phi (con đực nặng 600 kg (1.300 lb) được coi là rất lớn).
- S. c. aequinoctialis (trâu sông Nile) được giới hạn trong các xavan Trung Phi. Chúng tương tự như trâu Cape, nhưng hơi nhỏ hơn, và màu sắc sáng hơn. Phân loài này đôi khi được bao gồm của trâu Sudan.[6]
- S. c. mathewsi (trâu miền núi) không được thừa nhận rộng rãi. Chúng sống ở các khu vực miền núi của Đông Phi.

- Syncerus caffer caffer tại hoang mạc Kalahari, Nam Phi
- Trâu rừng rậm châu Phi tại vườn thú San Diego
- Trâu Sudan (Syncerus caffer brachyceros) tại vườn quốc gia Pendjari
- Trâu Cape (Syncerus caffer caffer) tại Masai Mara, Kenya
- Trâu Cape tại Tsavo

## Sinh thái
Trâu châu Phi là một trong những loài động vật ăn cỏ lớn nhất và phổ biến nhất ở châu Phi. Chúng sống tại đầm lầy và vùng ngập nước, cũng như đồng cỏ có mọc loại đậu mopane hay rừng rậm tại các vùng núi chủ yếu của châu Phi. Loài trâu này thích môi trường sống nhiều lùm cây rậm rạp, như lau sậy hay bụi cây, nhưng cũng có thể được tìm thấy tại miền rừng thông thoáng. Trong khi không phải là nhu cầu lớn liên quan đến môi trường sống, nhưng trâu cần nước hàng ngày, do đó phụ thuộc vào nguồn nước chảy quanh năm. Giống như ngựa vằn đồng bằng, trâu có thể sống tại đồng cỏ thô, cao. Những đàn trâu cắt cỏ xuống và dọn đường cho nhiều loài gặm cỏ chọn lọc hơn. Khi ăn, trâu sử dụng cái lưỡi và dãy răng cửa rộng để gặm cỏ nhanh hơn so với hầu hết các loài ăn cỏ châu Phi khác. Trâu không ở lại tại khu vực cỏ giẫm nát hoặc cạn kiệt trong thời gian dài.
Bên ngoài con người, trâu châu Phi có vài kẻ thù tự nhiên khác và có khả năng phòng vệ chống lại (hoặc giết) sư tử - thiên địch lớn nhất của chúng  Sư tử giết và ăn thịt trâu thường xuyên. Trong vài khu vực, trâu châu Phi là con mồi chính của sư tử. Thông thường phải có nhiều con sư tử hợp sức với nhau mới quật ngã được một con trâu trưởng thành, do đó sư tử thường đi cả đàn lớn khi săn chúng. Tuy nhiên, nhiều sự cố được báo cáo, đôi khi sư tử đực trưởng thành đơn lẻ có thể quật ngã thành công một con trâu lớn. Cá sấu có kích thước trung bình thường chỉ tấn công trâu đơn độc già và nghé non, mặc dù chúng có thể giết chết trâu trưởng thành khỏe mạnh. Tuy nhiên, đối với cá sấu sông Nile đực có kích cỡ to lớn hơn nhiều, chúng có thể trở thành một kẻ săn mồi cơ hội đối với trâu. Loài cá sấu này là loài động vật duy nhất thường hạ gục một con trâu trưởng thành mà không cần đồng loại giúp sức, trong khi tấn công bằng bầy đàn là phương pháp ưa thích của sư tử khi hạ gục con mồi lớn như vậy. Báo săn, báo hoa và linh cẩu đốm là một mối đe dọa duy nhất đến nghé con sơ sinh, mặc dù linh cẩu đốm từng được ghi nhận đã tấn công bằng bầy đàn lớn với những con trâu cái (thông thường đang mang thai), và trong những dịp rất hiếm, là cả trâu đực trưởng thành.
- Đàn trâu ở Tanzania
- Đàn tại vườn quốc gia Ngoro Ngoro, Tanzania
- Đàn trâu tại vườn quốc gia Manyara, Tanzania.
- Đàn tại vườn quốc gia Kruger, Nam Phi

- Tại vườn quốc gia Chobe, Botswana
- Đàn bên 1 hố nước
- Uống nước
- Ngâm mình trong nước

### Bệnh tật
Trâu châu Phi dễ bị nhiễm nhiều bệnh, gồm có bệnh lao bò, bệnh lang, hoặc lở mồm long móng. Cũng như với nhiều loại bệnh, những vấn đề này vẫn sẽ không xảy ra trong phạm vi một quần thể miễn là sức khỏe con vật tốt. Song, bệnh tật hạn chế thói quen di chuyển thông thường của con vật và chính sách rào chắn khu vực đang bị dịch từ khu vực không ảnh hưởng được thi hành. Một số người quản lý và quản lý trò chơi đã quản lý để bảo vệ và nhân giống những đàn "không bệnh" trở nên rất có giá trị vì chúng có thể được vận chuyển. Nổi tiếng nhất là nỗ lực của Lindsay Hunt nhằm bảo tồn nguồn động vật không bị lây nhiễm bệnh từ Vườn quốc gia Kruger tại Nam Phi. Một số trâu không bị bệnh ở Nam Phi đã được bán cho các nhà lai tạo, gây giống với giá gần 130,000 $US.
Những loài chim bắt ve ký sinh cho trâu châu Phi
- Tại Masaai Mara
- Tại vườn quốc gia thác nước Murchison, Uganda
- Tại vườn quốc gia hồ Nakuru
- Tại vườn quốc gia Serengeti, Tanzania

## Hành vi xã hội

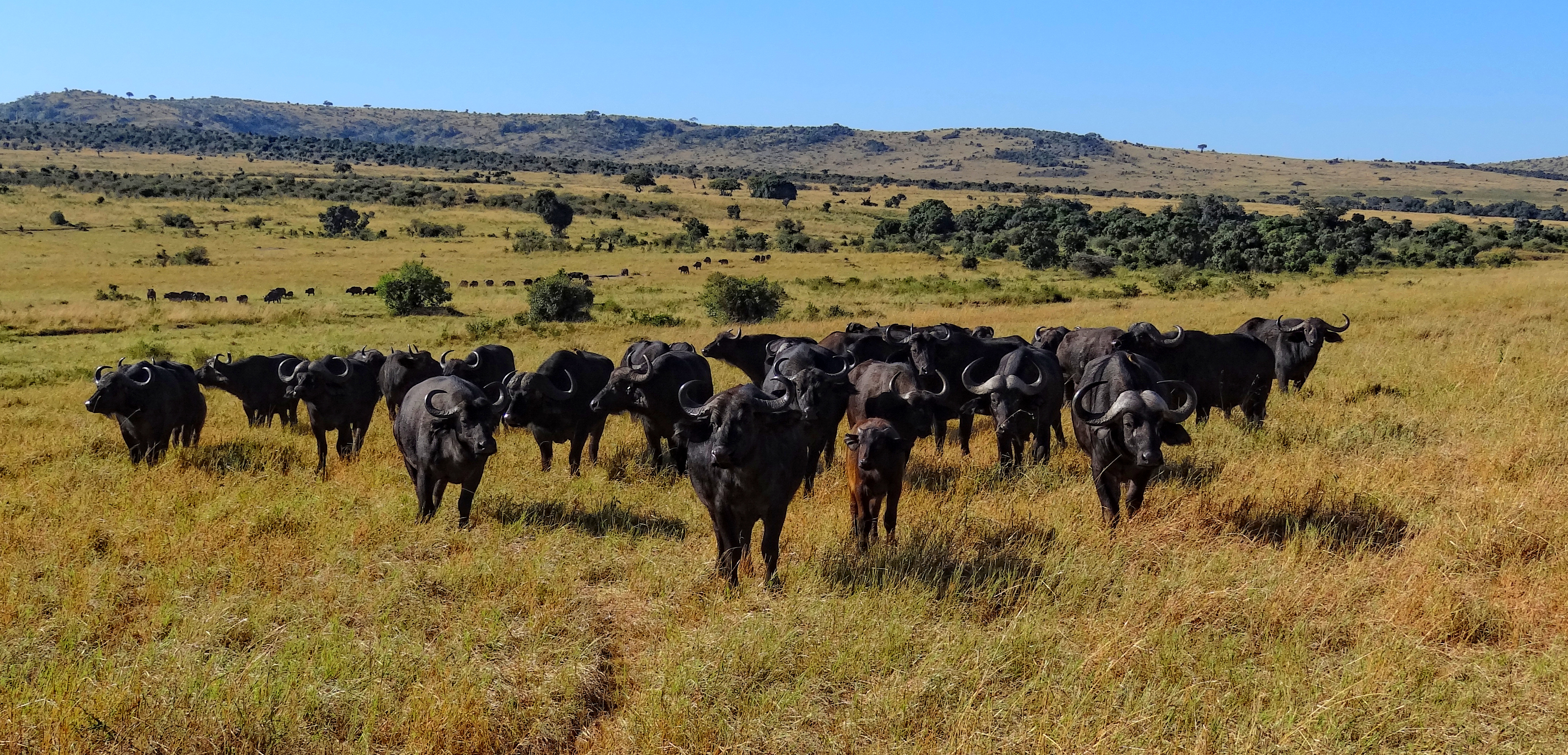
Đàn trâu

Kích thước bầy đàn của trâu châu Phi có thể dao động khá lớn. Cốt lõi của bầy đàn được tạo thành có liên quan đến trâu cái và những con nghé của nó, trong một hệ thống phân cấp thống trị gần như tuyến tính. Đàn cơ bản được bao quanh bởi đàn con của các con đực cấp dưới, con đực cấp cao, con cái và con già hoặc tàn phế. Những con đực trẻ luôn giữ khoảng cách với những con trâu đực trưởng thành vượt trội, những con được nhận biết bởi độ dày cặp sừng. Trong mùa khô, trâu đực sẽ tách khỏi đàn và hình thành nhóm con đực đơn thân. Hai loại đàn trâu đực đơn thân diễn ra: một là những con đực tuổi từ 4-7 năm và hai là những con đực 12 tuổi trở lên. Trong mùa mưa, trâu đực trẻ tham gia lại đàn để giao phối với những con cái. Chúng sẽ ở lại với đàn trong suốt mùa để bảo vệ nghé con. Một số trâu đực lớn tuổi không còn tái gia nhập bầy đàn, khi chúng không còn có thể cạnh tranh với con đực trẻ tuổi vốn khỏe mạnh và hung hăng hơn. Con đực có hệ thống phân cấp thống trị tuyến tính dựa trên tuổi và kích thước. Vì một con trâu an toàn hơn khi sống trong một đàn lớn mạnh hơn, trâu đực nổi trội có thể dựa vào con đực cấp dưới và đôi khi chịu được sự kết nối của chúng.

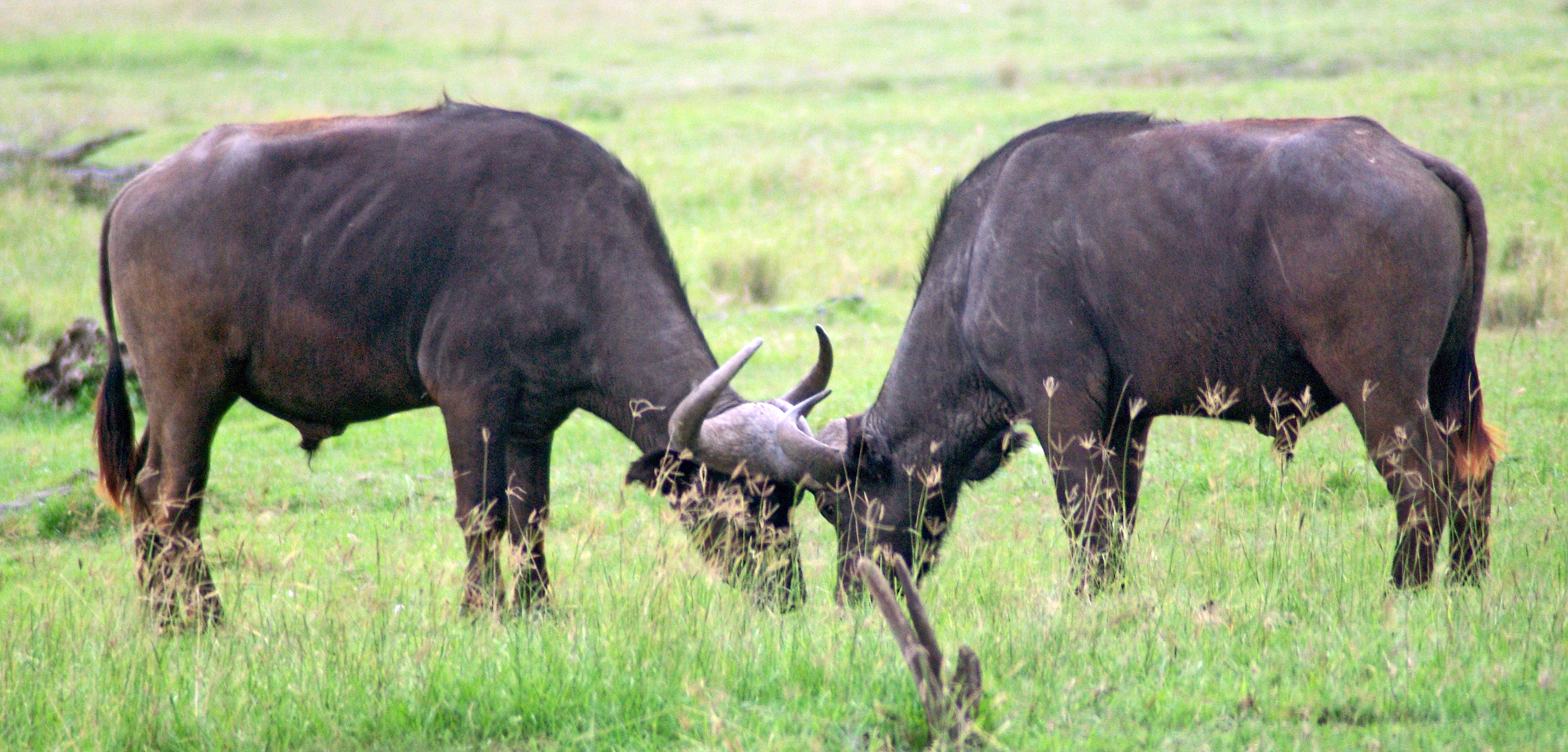
Trâu đực đang đấu sừng

Trâu đực trưởng thành sẽ đấu sừng, tương tác ưu thế hay chiến đấu thực tế. Một con trâu đực sẽ tiếp cận một con đực khác, rống lên, với cặp sừng cụp xuống và chờ cho con trâu đực khác làm điều tương tự. Khi đấu sừng, trâu đực xoắn sừng từ bên này sang bên kia. Nếu đấu sừng chơi đùa, trâu có thể chà mặt và cơ thể đối phương trong suốt cuộc đấu sừng. Chiến đấu thực tế sẽ bạo lực hơn nhưng rất hiếm và thời gian diễn ra khá ngắn. Nghé con cũng có thể tham gia trong cuộc chơi này, nhưng trâu cái trưởng thành hiếm khi đấu sừng.
Trâu châu Phi đáng chú ý vì biểu hiện tập tính vị tha. Trâu cái xuất hiện tính phô bày một số loại "hành vi bầu chọn". Trong thời gian nghỉ ngơi, trâu cái sẽ đứng lên, lê bước xung quanh, và ngồi xuống trở lại. Chúng sẽ ngồi theo hướng mà chúng nghĩ nên di chuyển. Sau một giờ lê bước, trâu cái đi theo hướng chúng quyết định. Quyết định này là chúng và không dựa trên hệ thống phân cấp hoặc ưu thế. Khi bị săn đuổi bởi các loài động vật ăn thịt, một đàn sẽ gắn bó chặt chẽ với nhau và gây khó khăn cho kẻ săn mồi để chọn ra một thành viên thích hợp để tấn công. Nghé con sẽ được dồn vào ở trung tâm. Một đàn trâu sẽ phản ứng với tiếng kêu cứu của một thành viên đang bị thú ăn thịt vây bắt và cố gắng giải cứu nó. Tiếng kêu cứu của con nghé sẽ nhận được sự quan tâm của không chỉ trâu mẹ, mà còn là cả đàn. Trâu sẽ tham dự vào hành vi đám đông khi chiến đấu với kẻ thù. Chúng được ghi nhận là có thể giết chết một con sư tử, đuổi con sư tử trèo lên cây và buộc nó phải ở trên đó trong hai giờ, sau khi sư tử cắn chết một thành viên của đàn. Sư tử con có thể bị giẫm đạp và bị giết bởi trâu. Trong một đoạn video tự quay, được gọi là Battle at Kruger (cuộc chiến tại Kruger), một con nghé may mắn sống sót sau khi thoát khỏi một cuộc tấn công của hai con sư tử và một con cá sấu, sau khi có sự can thiệp của cả đàn.

### Tiếng rống

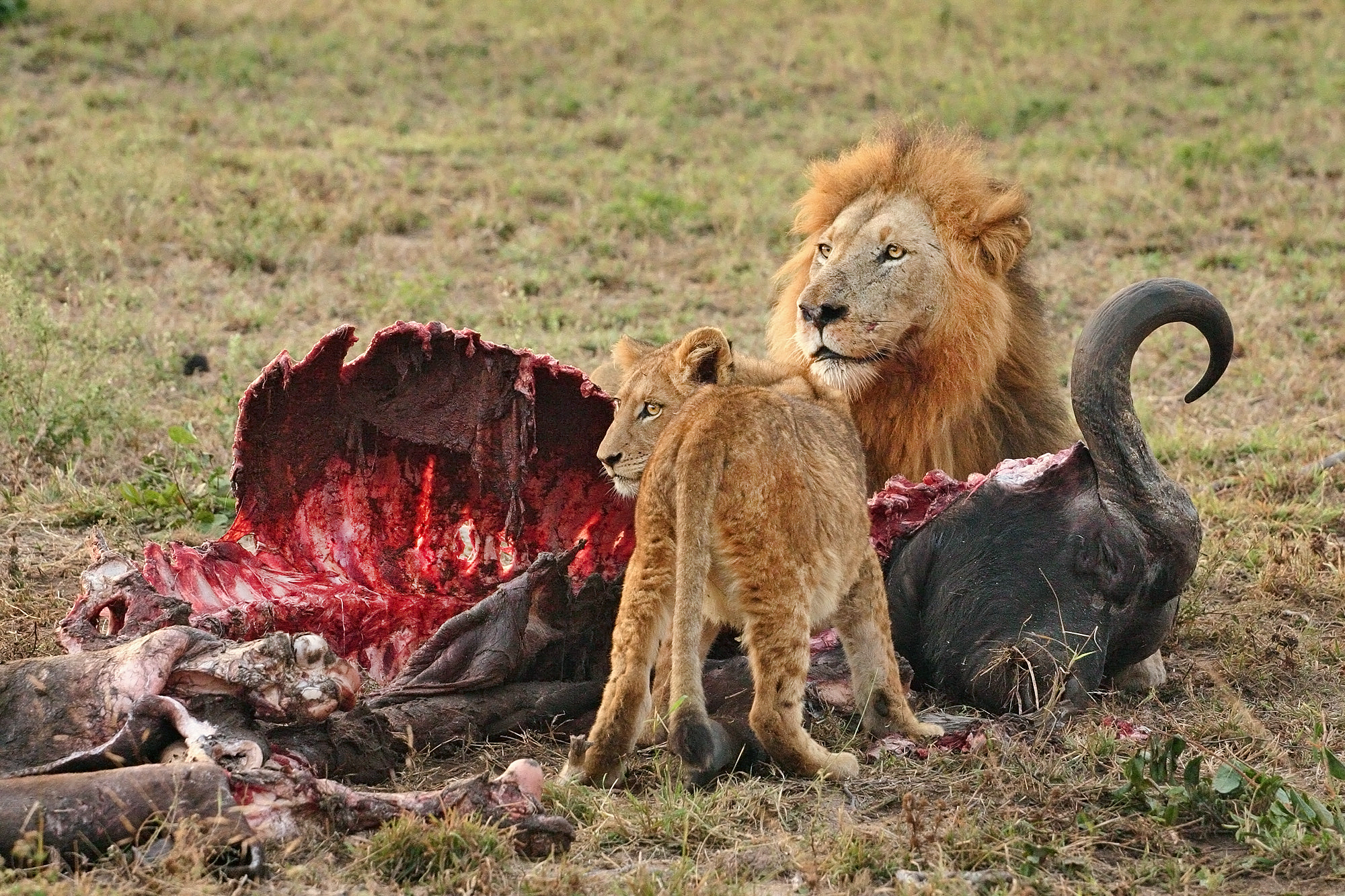
Sư tử ăn thịt trâu rừng

Trâu châu Phi phát ra các âm thanh khác nhau. Nhiều tiếng kêu là phiên bản cường độ thấp của tiếng kêu phát ra bởi bò nhà. Chúng phát ra tiếng trầm, từ 2 đến 4 giây xen kẽ trong khoảng 3 đến 6 giây để báo hiệu cho đàn di chuyển. Báo hiệu bầy đàn thay đổi hướng, trâu đầu đàn sẽ phát ra âm thanh "gan góc", "tiếng cửa cọt kẹt". Khi di chuyển đến nơi uống nước, một số cá thể phát ra tiếng dài maaa lên đến 20 lần một phút. Khi hung hăng, chúng phát tiếng đột ngột có thể kéo dài hoặc biến thành tiếng gầm gừ ầm ầm. Trâu cái phát ra tiếng rống nhẹ khi tìm nghé con. Nghé con sẽ phát tiếng rống tương tự có cường độ cao hơn khi gặp nạn. Khi bị đe dọa bởi kẻ săn mồi, trâu phát ra tiếng kéo dài waaaa. Những cá thể vượt trội phát tiếng rống thông báo sự hiện diện và vị trí của kẻ thù. Một phiên bản mạnh mẽ hơn của cùng một tiếng rống được phát ra như một lời cảnh báo cho kẻ xâm nhập lãnh thổ. Khi gặm cỏ, chúng sẽ phát ra âm thanh khác nhau, chẳng hạn như tiếng rống ngắn gọn, âm ỉ, tiếng rít và tiếng rên.

### Sinh sản

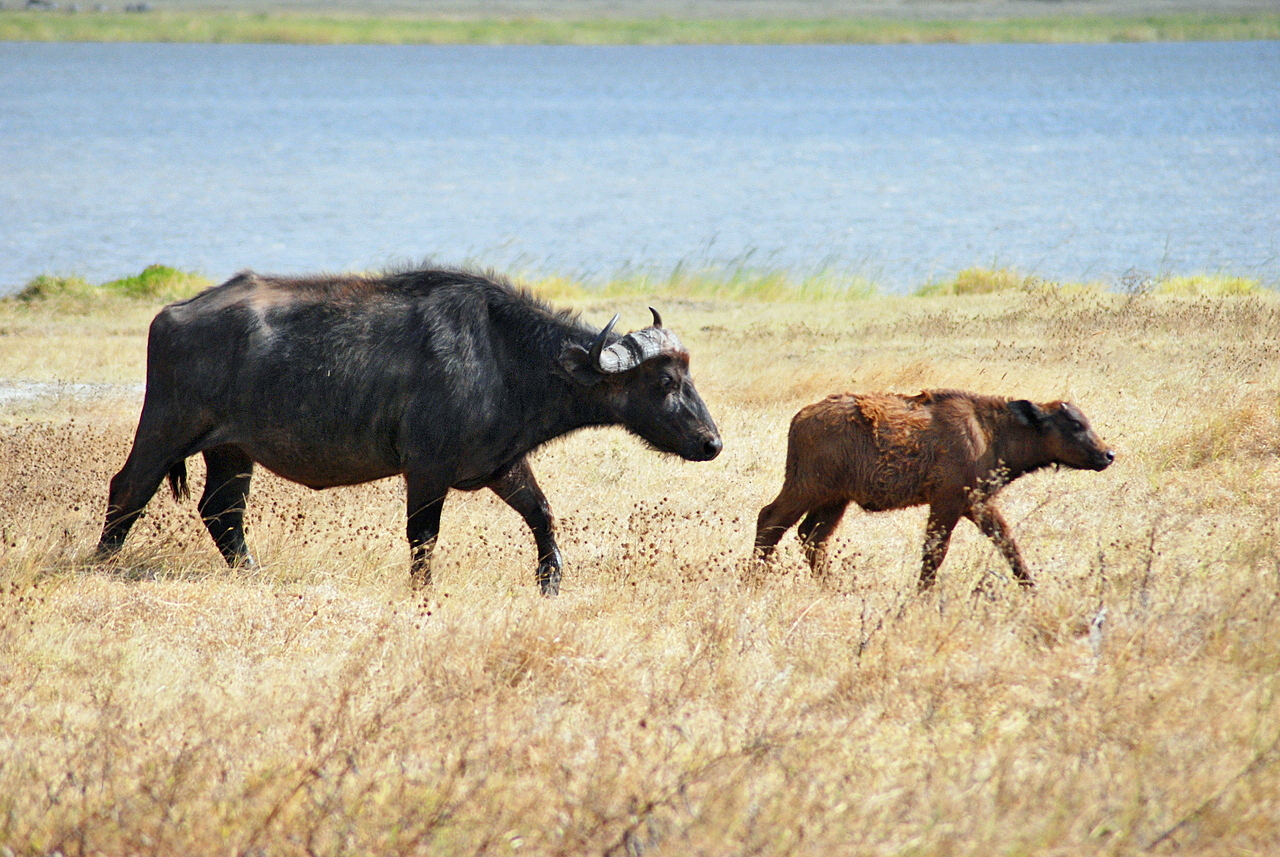
Trâu cái và nghé con tại khu bảo tồn Ngorongoro ở Tanzania

Trâu giao phối và sinh con chỉ trong mùa mưa. Đỉnh điểm sinh diễn ra vào đầu mùa, trong khi đỉnh điểm giao phối diễn ra sau đó. Một con đực sẽ bảo vệ chặt chẽ một con cái đang trong giai đoạn động dục, trong khi vẫn giữ các con đực khác tại vùng đất trũng Đây là thời điểm khó khăn, trâu cái khá lảng tránh và thu hút nhiều trâu đực đến xung quanh. Bởi thời gian một con trâu cái đủ động dục, chỉ có trâu chiếm ưu thế nhất trong đàn/đàn cấp dưới ở bên cạnh nó.
Trâu cái động dục đầu tiên lúc năm tuổi, sau một thai kỳ dài 11,5 tháng. Nghé sơ sinh vẫn ẩn trong thảm thực vật trong vài tuần đầu tiên, được trâu mẹ nuôi dưỡng trước khi gia nhập đàn chính. Nghé lớn hơn được gia nhập tại trung tâm đàn cho an toàn. Mối ràng buộc mẹ con giữa trâu mẹ và nghé con kéo dài lâu hơn so với hầu hết các loài trâu bò. Tuy nhiên, khi một con nghé mới sinh ra, ràng buộc kết thúc và trâu mẹ sẽ giữ con non lứa trước của nó tại đất trũng với những nhát húc sừng. Tuy vậy, con non 1 tuổi sẽ theo mẹ nó một năm hoặc lâu hơn. Con đực rời khỏi mẹ mình khi hai tuổi và tham gia các đàn con đực đơn thân. Nghé non, bất thường trong các loài trâu, bú sữa từ phía sau mẹ nó, đẩy đầu vào giữa các chân của trâu mẹ.

</ref>

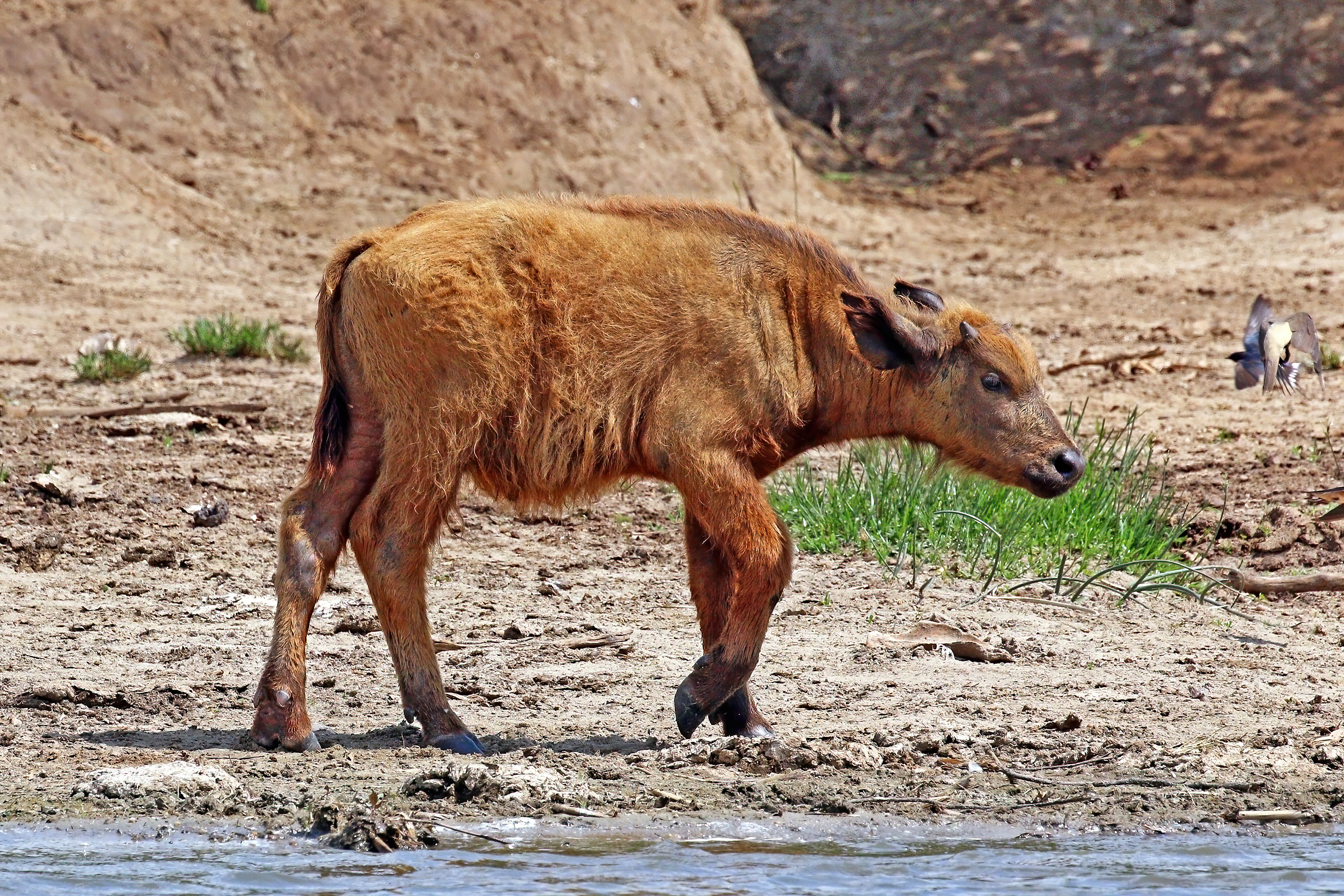
Một con nghé 2 tuần tuổi tại f ở sông Kazinga ở Uganda
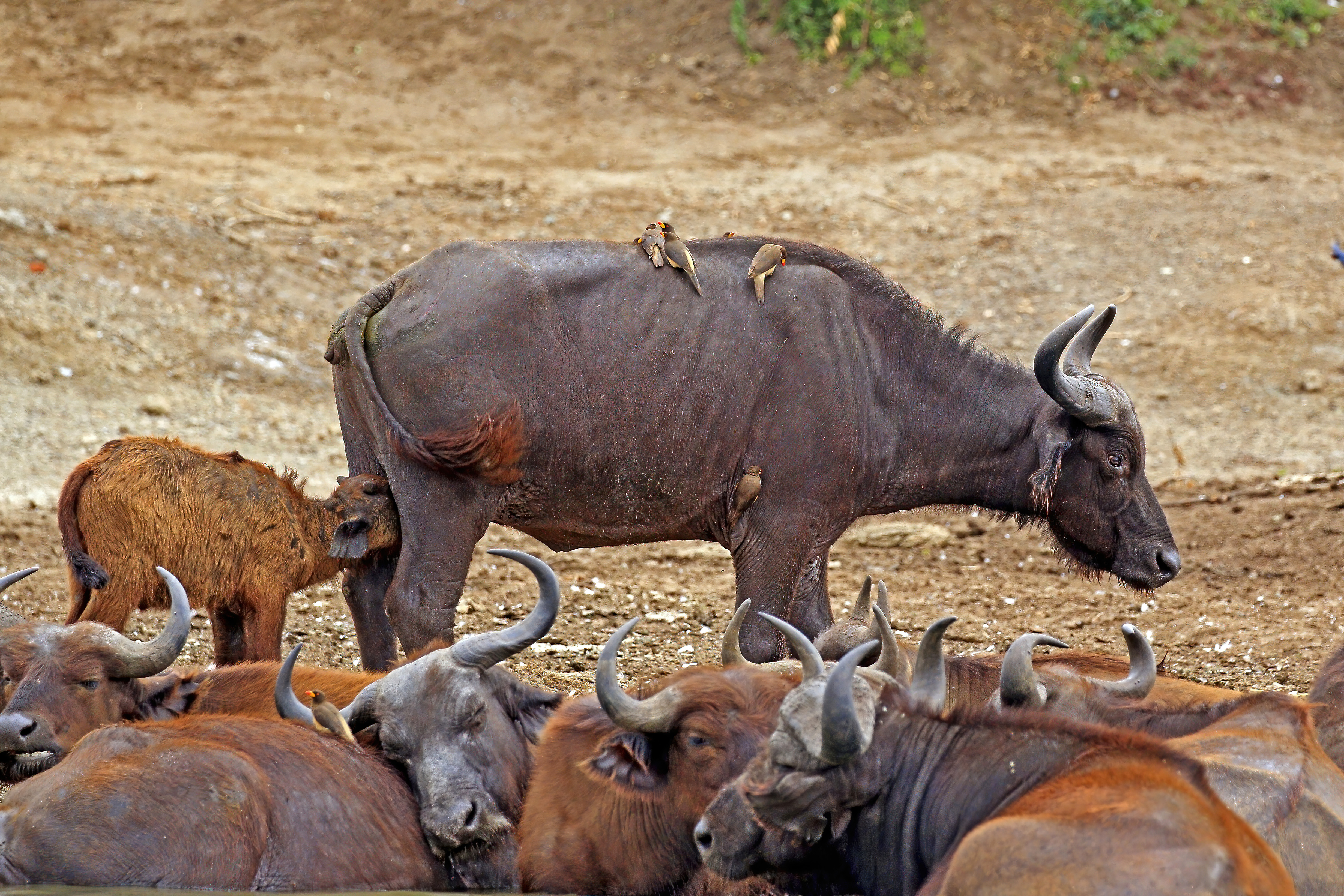
Nghé 2 tuần tuổi bú sữa mẹ nó ở sông Kazinga ở Uganda
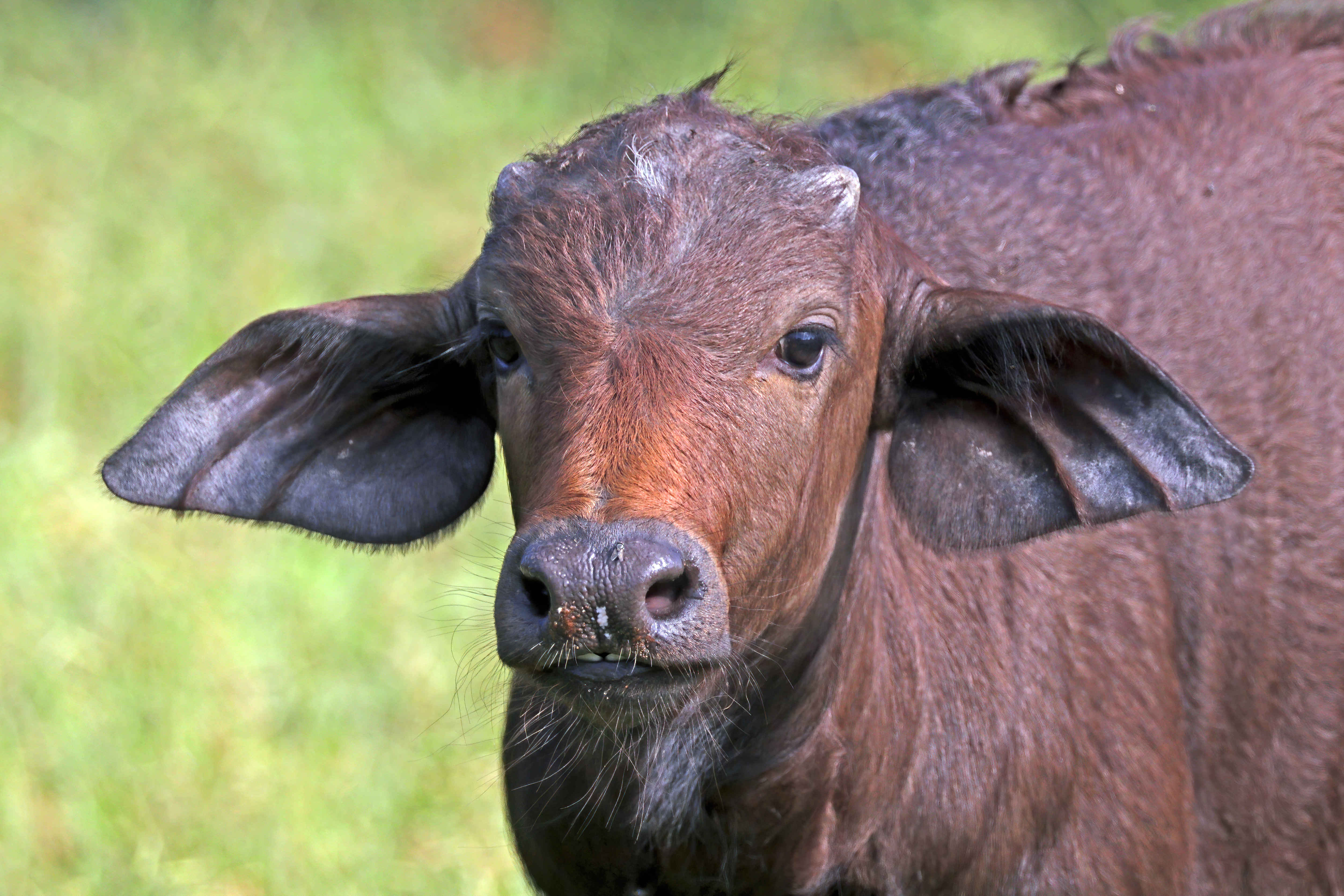
Nghé ở vườn quốc gia Chobe ở Botswana

## Quan hệ với con người

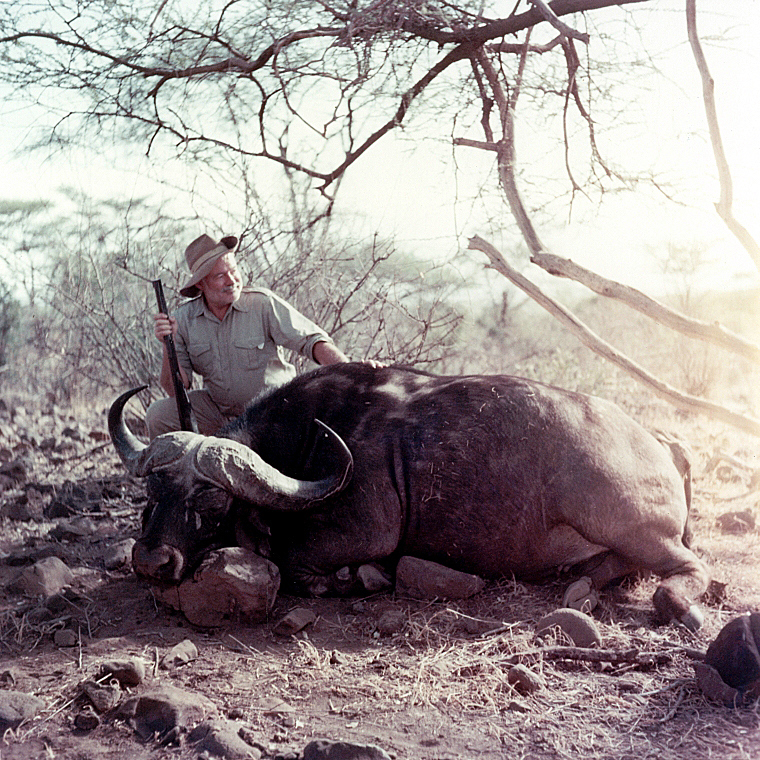
Ernest Hemingway đăng hình với một con trâu Cape mà ông bắn năm 1953.

### Tình trạng
Tình trạng hiện tại của trâu châu Phi phụ thuộc vào giá trị của con vật ở cả thợ săn chiến lợi phẩm và khách du lịch, mở đường cho những nỗ lực bảo tồn thông qua tuần tra chống săn trộm, thanh toán thiệt hại mùa màng làng, và các chương trình hoàn vốn của CAMPFIRE với các khu vực địa phương.
Ban đầu, trâu được liệt kê là loài ít quan tâm của IUCN, tức là "loài vẫn còn phổ biến với số lượng toàn cầu ước tính gần 900.000 cá thể, trong đó hơn ba phần tư nằm trong các khu vực được bảo vệ". Tuy nhiên năm 2019, IUCN đã đưa ra liệt kê mới cho trâu châu Phi là loài sắp bị đe dọa với số lượng toàn cầu còn lại là 400.000 cá thể. Trong khi một số quần thể (phân loài) đang giảm, số khác sẽ không thay đổi trong dài hạn nếu, trâu lớn cư trú khỏe mạnh vẫn tiếp tục tồn tại ở một số lượng đáng kể nhiều vườn quốc gia, khu dự trữ tương đương và khu săn bắn ở miền nam và miền đông châu Phi."
Trong dữ liệu điều tra số trâu gần đây nhất và có sẵn tại châu lục, tổng số ước tính của ba phân loài trâu châu Phi ở miền xavan nhiệt đới (S. c. caffer, S. c. brachyceros, S. c. aequinoctialis) khoảng 513.000 cá thể.
Trong quá khứ, số trâu châu Phi bị sụt giảm nghiêm trọng nhất trong thời gian đại dịch trâu bò châu Phi năm 1890, trong đó, cùng với dịch viêm màng phổi, gây ra tỷ lệ tử vong cao đến 95% cả vật nuôi và động vật móng guốc hoang dã.
Là một thành viên của năm loài thú săn lớn, một thuật ngữ ban đầu được dùng mô tả năm loài động vật nguy hiểm nhất để săn ở châu Phi, trâu châu Phi là một chiến lợi phẩm có giá trị cao giúp các thợ săn thắng các cuộc săn, với một số thợ săn còn trả hơn 10.000 USD để có cơ hội săn một con trâu. Những con trâu lớn hơn được nhắm làm mục tiêu cho giá trị danh hiệu của họ, mặc dù trong vài khu vực, trâu vẫn bị săn bắt để lấy thịt.

### Tấn công con người
Là một trong năm loài thú săn lớn ở châu Phi, trâu châu Phi thường được gọi là "The Black Death" (Tử thần đen) hoặc "Widowmaker" (con vật nguy hiểm), và được coi là một loài động vật rất nguy hiểm, vì chúng húc và giết chết hơn 200 người mỗi năm. Trâu đôi khi được báo cáo rằng giết nhiều người ở châu Phi hơn bất kỳ loài động vật khác, mặc dù tuyên bố tương tự cũng được dành cho hà mã và cá sấu. Những con số này có thể được đánh giá quá cao; ví dụ, ở Mozambique, các cuộc tấn công, đặc biệt là những vụ gây tử vong, ít xảy ra với con người hơn so với hà mã và đặc biệt là cá sấu sông Nile. Mặt khác, ở Uganda, động vật ăn cỏ lớn đã được phát hiện tấn công trung bình nhiều người hơn sư tử hoặc báo và có tỷ lệ tử vong cao hơn trong các cuộc tấn công so với động vật ăn thịt (đặc biệt là trâu châu Phi, tỷ lệ giết chết con người lên đến 49,5% trong các cuộc tấn công của chúng), nhưng hà mã và thậm chí voi vẫn có thể giết nhiều người mỗi năm ở đây hơn so với trâu. Trâu châu Phi nổi tiếng trong giới săn thú lớn như là loài động vật rất nguy hiểm, với những cá thể bị thương tường trình rằng có thể mai phục và tấn công những kẻ săn đuổi.